# Gracjan Dąbrowski
Gracjan Kazimierz Dąbrowski (ur. 12 grudnia 1893 w Warszawie, zm. 23 grudnia 1941 na Morzu Śródziemnym) – major saperów Wojska Polskiego.

## Życiorys
Urodził się 12 grudnia 1893 w Warszawie, w rodzinie Gracjana (1863–1935) i Kazimiery z Bernardów (1865–1937). Uczęszczał do szkoły handlowej w Warszawie, gdzie zdał maturę, następnie studiował w Instytucie Technologicznym w Tomsku. W 1914 powołany do służby w armii rosyjskiej. W okresie 1914–1915 odbył roczny kurs oficerski w Oficerskiej Szkole Inżynierii w Petersburgu po ukończeniu, którego został mianowany podporucznikiem saperów. Służył w jednostkach saperskich obsługujących kolej w Galicji Wschodniej. W 1917 został ranny na froncie rumuńskim. Po zwolnieniu z wojska w 1918 pracował w Kijowie w Związku Fabrykantów Polskich.
10 lutego 1920 został przyjęty do Wojska Polskiego i zatwierdzony do stopnia podporucznika. Przydzielony do 2 p. sap. na stanowisko dowódcy 9 kompanii kolejowej brał udział w wojnie polsko-bolszewickiej. Uczestniczył w walkach w grupie gen. Listowskiego pod Brześciem nad Bugiem, Pińskiem i Łunińcem. Podczas walk wraz ze swoją kompanią odbudowywał mosty i tory kolejowe m.in. przez rzekę Jasiołdę. Pod koniec 1919 został skierowany na studia do Francji w Éscole Militarie du Genie w Wersalu. W końcu lipca 1920 powrócił do kraju i wziął udział w obronie Warszawy przed atakiem bolszewików. W 1921 został awansowany na stopień porucznika w korpusie oficerów kolejowych ze starszeństwem z dniem 1 czerwca 1919, a następnie na stopień kapitana w korpusie saperów kolejowych ze starszeństwem z dniem 1 lipca 1923. W 1923, 1924 jako oficer nadetatowy 1 pułku kolejowego służył w Departamencie VI Wojsk Technicznych Ministerstwa Spraw Wojskowych. W 1928 jako oficer 1 pułku saperów kolejowych był przydzielony do batalionu mostowego, w którym do 1930 pełnił funkcję zastępcy dowódcy. W latach 1930–1935 był wykładowcą szkolenia saperskiego w Centrum Wyszkolenia Kawalerii w Grudziądzu, a od 1936 dowódcą Ośrodka Sapersko-Pionierskiego 25 Dywizji Piechoty w Kaliszu. 19 marca 1937 został awansowany na stopień majora sł. st. saperów.
Po wybuchu II wojny światowej 1939 w pierwszym okresie kampanii wrześniowej pełnił funkcję dowódcy saperów dywizyjnych w dowództwie 25 DP. Następnie został dowódcą 25 batalionu saperów, sformowanego 17 kwietnia 1939 dla 25 Dywizji Piechoty przez Ośrodek Sapersko-Pionierski 25 DP w Kaliszu. Podczas kampanii wrześniowej 1939 na stanowisku dowódcy saperów 25 DP brał udział w walkach z Niemcami na szlaku bojowym 25 DP w składzie Armii „Poznań”. Po zakończeniu kampanii wrześniowej 1939 uniknął niewoli, przedostał się na Zachód i został oficerem Polskich Sił Zbrojnych. Skierowany do Samodzielnej Brygady Strzelców Karpackich, gdzie pełnił funkcję zastępcy dowódcy saperów dywizji. Uczestniczył w 1941 w walkach pod Tobrukiem, podczas których został ranny. Zginął na Morzu Śródziemnym podczas ewakuacji parowcem SS „Shuntien” do szpitala w Aleksandrii, który został storpedowany 23 grudnia 1941 przez niemiecki okręt podwodny U-559.

## Ordery i odznaczenia
- Złoty Krzyż Zasługi (25 maja 1939)[14]